# وفا إيموبيلي
وفا إيموبيلي هي شركة مغربية متخصصة في تمويل قروض السكن وتمويل المنعشين العقاريين، تابعة لمجموعة التجاري وفا بنك. تأسّست سنة 1991.

## الأنشطة
تمنح الشركة منتوجات متنوعة تستجيب لحاجيات الزبناء في السوق، مع تمويل الحصول على السكن الجديد أو القديم، كما تقوم بتمويل أوراش بناء وتجديد المنازل الخاصة، وتمويل الحصول على البقع الارضية الموجهة لبناء المنازل كما تساهم في تمويل السكن الاجتماعي من خلال صناديق الضمان من قبيل «فوكاريم وفوكاليم».
سنة 2005، حازت الشركة على شهادة الجودة أيزو 9001.

## روابط خارجية
- الموقع الرسمي